# Potamyia huberti
Potamyia huberti är en nattsländeart som beskrevs av Malicky 1997. Potamyia huberti ingår i släktet Potamyia och familjen ryssjenattsländor. Inga underarter finns listade i Catalogue of Life.